# Karol Kociałkowski
 Karol Kociałkowski  (ur. 2 listopada 1941 w Śmiglu) – pułkownik Wojska Polskiego; zastępca dowódcy 15 Sieradzkiej Brygady Wsparcia Dowodzenia (1984–1986); zastępca szefa Zarządu Kadr w Sztabie Generalnym Wojska Polskiego (1995–1998.

## Wykształcenie[2]
- 1963 – Oficerska Szkoła Łączności w Zegrzu;
- 1974 – Akademia Sztabu Generalnego w Rembertowie;
- 1984 – PSOS w Akademii Sztabu Generalnego;
- 1985 – kurs kierowniczej kadry pionu kadrowego SZ RP;
- 2007 – szkolenie kursowe służby cywilnej Urzędu MON;
- 2007 – szkolenie kursowe kierowniczej kadry służby cywilnej Urzędu MON.

## Kariera zawodowa[2]
- 1960-1963 – Oficerska Szkoła Łączności – podchorąży w Zegrzu;
- 1963-1967 – 20 Brygada Artylerii – dowódca plutonu radiowego batalionu dowodzenia w Choszcznie;
- 1967-1969 – 16 da z 20 Brygady Artylerii – starszy pomocnik szefa sztabu, szef łączności, d-ca baterii dowodzenia;
- 1969-1971 – 20 Brygada Artylerii – dowódca baterii dowodzenia;
- 1971-1974 – Akademia Sztabu Generalnego – słuchacz w Rembertowie;
- 1974-1976 – 8 Dywizja Zmechanizowana – szef wydziału łączności w Koszalinie;
- 1976-1979 – 4 Łużycki pułk łączności – szef sztabu w Bydgoszczy;
- 1979-1980 – Ministerstwo Obrony Narodowej – starszy oficer Oddziału Rodzajów Wojsk DK MON (praktyka podstawowa);
- 1980-1983 – 15 Brygada Wsparcia Dowodzenia – zastępca ds. liniowych w Sieradzu;
- 1983-1984 – Akademia Sztabu Generalnego – słuchacz PSOS;
- 1984-1986 – 15 Brygada Wsparcia Dowodzenia – szef sztabu, zastępca dowódcy;
- 1986-1995 – Warszawski Okręg Wojskowy – szef Oddziału Kadr;
- 1995-1998 – Sztab Generalny Wojska Polskiego – zastępca szefa Zarządu Kadr.

## Awanse

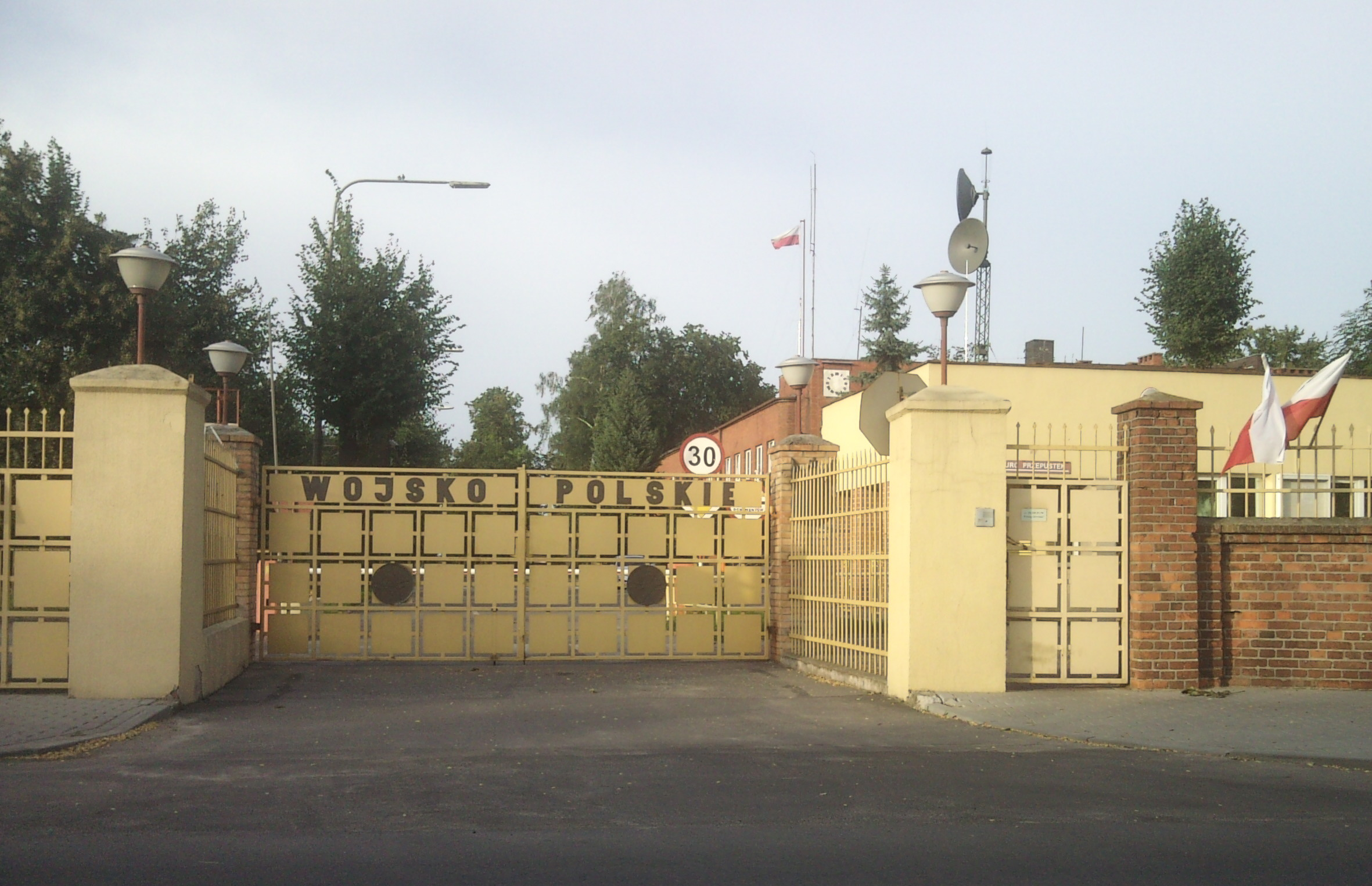
Służba w 15 BWD (1980-1983;84-86)

## Awanse[2]
- podporucznik – 1963
- porucznik – 1967
- kapitan – 1971
- major – 1976

- podpułkownik – 1980
- pułkownik – 1985

## Ordery, odznaczenia i wyróżnienia[2]
- Krzyż Oficerski Orderu Odrodzenia Polski[3]
- Krzyż Kawalerski Orderu Odrodzenia Polski
- Złoty Krzyż Zasługi
- Srebrny Krzyż Zasługi
- Złoty Medal Siły Zbrojne w Służbie Ojczyzny
- Złoty Medal za Zasługi dla Obronności Kraju
- Złota Odznaka Zasłużony Pracownik Łączności
- Srebrna odznaka Zasłużony Działacz Kultury Fizycznej